# Anthropopithecus

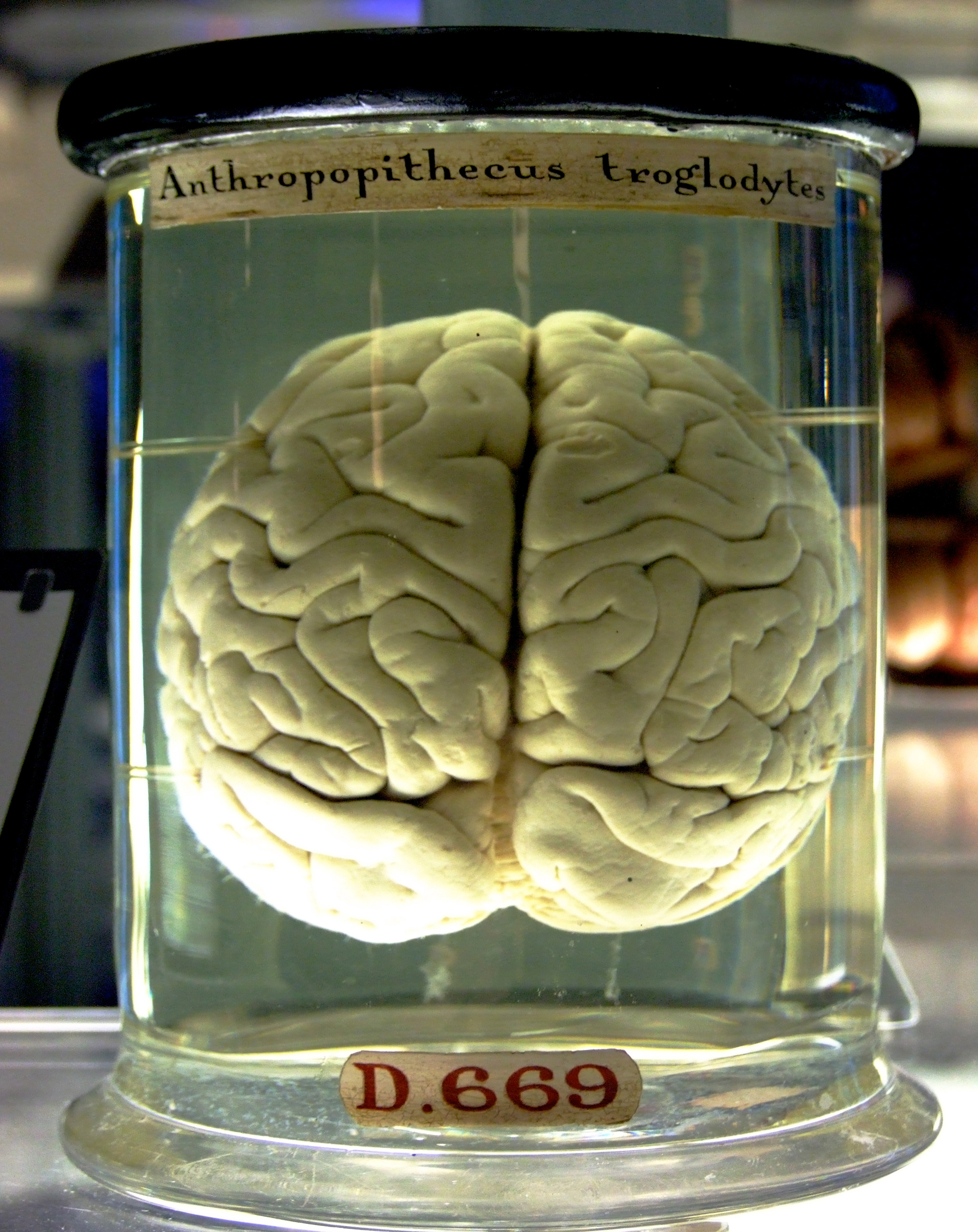
Este antiguo frasco, conservado en el Museo de Ciencias de Londres, contiene un cerebro de chimpancé. Está todavía etiquetado como Anthropopithecus troglodytes, nombre binominal reemplazado en 1895 por Pan troglodytes.

Anthropopithecus (castellanizado como «antropopiteco») es un género obsoleto, sinonimizado hoy en día con el género Pan. El término anthropopithecus está formado a partir de las raíces griegas ἄνθρωπος (anthropos, 'hombre') y πίθηκος (píthēkos, 'simio' o 'mono'). Literalmente significa «mono-hombre» o «mono con propiedades o características del hombre». El término «pitecantropo» (en latín, Pithecanthropus) está formado a partir de esas mismas palabras griegas, pero significa lo contrario: «hombre-mono» u «hombre que tiene propiedades o características de mono».
Los términos Anthropopithecus (Blainville, 1839) y Pithecanthropus (Haeckel, 1868) tienen cada uno su propia historia en el advenimiento progresivo de las ciencias hoy en día llamadas zoología, antropología y paleoantropología. Según las épocas y los autores, estos dos términos han tenido diferentes significados, pero ninguno de ellos tiene hoy en día una validez científicamente aceptada.

## Historia
El género Anthropopithecus fue propuesto por primera vez en 1839 por el zoólogo y anatomista francés Henri-Marie Ducrotay de Blainville (1777-1850) para nombrar taxonómicamente al animal actualmente identificado como el chimpancé.
Ateniéndose a este género que De Blainville estableció en 1839, el cirujano y naturalista británico John Bland-Sutton (1855-1936) propuso el nombre de especie Anthropopithecus troglodytes en 1883 para designar al chimpancé común. Sin embargo, el género Pan ya había sido atribuido a los chimpancés en 1816 por el naturalista alemán Lorenz Oken (1779-1851). Puesto que toda nomenclatura anterior tiene derecho de preeminencia sobre las nomenclaturas que le sigan después, el género Anthropopithecus perdió su validez en 1895, convirtiéndose a partir de esa fecha en un sinónimo más moderno del género Pan.
En 1879, el arqueólogo y antropólogo francés Gabriel de Mortillet (1821-1898) propuso el término «antropopiteco» (anthropopithèque) para designar un «eslabón perdido», un intermediario hipotético entre el mono y el hombre que según De Mortillet vivió en el Terciario y que supuestamente fabricó los así llamados «eolitos». En su libro de 1883 Le Préhistorique, antiquité de l'homme (El prehistórico, antigüedad del Hombre, citado aquí en su 2ª edición, de 1885), De Mortillet escribe:

Nous sommes donc forcément conduits à admettre, par une déduction logique tirée de l’observation directe des faits, que les animaux intelligents qui savaient faire du feu et tailler des pierres à l’époque tertiaire, n’étaient pas des hommes dans l’acception géologique et paléontologique du mot, mais des animaux d’un autre genre, des précurseurs de l’homme dans l’échelle des êtres, précurseurs auxquels j’ai donné le nom d’Anthropopithecus. Ainsi, par le seul raisonnement, solidement appuyé sur des observations précises, nous sommes arrivés à découvrir d’une manière certaine un être intermédiaire entre les anthropoïdes actuels et l’homme.

Nos vemos por lo tanto forzados a admitir, por una deducción lógica resultante de la observación directa de los hechos, que los animales inteligentes que sabían cómo hacer fuego y cortar piedras en el período Terciario, no eran hombres en el sentido geológico y paleontológico de la palabra, sino animales de otro tipo, precursores del hombre en la escala de los seres, precursores a los que he dado el nombre de Anthropopithecus. Así pues, con tan sólo el razonamiento, firmemente apoyado por observaciones precisas, hemos llegado a descubrir con certeza un ser intermedio entre los actuales monos antropoides y el hombre.

Cuando en 1905 el paleontólogo, geólogo y paleoantropólogo francés Marcellin Boule (1861-1942) publicó un artículo que demostraba que los eolitos son pseudo-herramientas de piedra producidas por fenómenos naturales (heladas, presión, fuego), el argumento propuesto por De Mortillet cayó en el descrédito y su acepción del término Anthropopithecus fue abandonada. Sin embargo, en tanto que género atribuido a los chimpancés el término persistió a lo largo del siglo XIX, hasta el punto de ser también atribuido a especímenes fósiles. Por ejemplo, un fósil de primate descubierto en 1878 por el malacólogo británico William Theobald (1829-1908) en el Panyab paquistaní en la India británica fue primeramente bautizado como Palaeopithecus en 1879, pero más tarde renombrado Anthropopithecus sivalensis, significando con ello que tales restos fósiles debían ser asimilados al género de los chimpancés tal como a este género se lo comprendía en aquella época. Un ejemplo célebre de antropopiteco fósil es el del hombre de Java (hoy en día denominado como Homo erectus erectus). Fue descubierto en 1891 en Trinil a orillas del río Solo, en Java Oriental, por el médico y anatomista neerlandés Eugène Dubois, quien nombró a la criatura con el nombre científico Anthropopithecus erectus. Este trabajo de Dubois, del último trimestre de 1892, fue publicado por el gobierno neerlandés en 1893. En aquellos primeros años de la década de 1890, el término Anthropopithecus seguía siendo el nombre de género de los chimpancés y el Anthropopithecus erectus de Dubois venía a significar algo así como «el chimpancé erguido» o «el chimpancé de pie». Sin embargo, un año después, en 1893, Dubois estimó que ciertas características anatómicas específicas imponían la atribución de esos restos a un género diferenciado del género Anthropopithecus y rebautizó ese espécimen de Java con el nombre Pithecanthropus (artículo de 1893 publicado en 1894), siendo Pithecanthropus un género que el biólogo alemán Ernst Haeckel (1834-1919) había acuñado en 1868. Años más tarde, en el siglo XX, el médico y paleoantropólogo alemán Franz Weidenreich (1873-1948), comparó detalladamente los caracteres del hombre de Java descubierto por Dubois, entonces llamado Pithecanthropus erectus, con los caracteres del hombre de Pekín, entonces llamado Sinanthropus pekinensis. Weidenreich concluyó en 1940 que por su semejanza anatómica con los humanos modernos era necesario reunir todos estos especímenes de Java y China en una misma especie del género Homo, la especie Homo erectus. El género Anthropopithecus, para entonces, ya había sido abandonado desde 1895 como mínimo.

## En la cultura popular
Por las razones ya expuestas «antropopiteco» es hoy en día un término científicamente obsoleto. Sin embargo, el término ha penetrado en la cultura popular, donde incluso ha experimentado cierta persistencia en el tiempo, sobre todo en países como Francia o Bélgica:
- En su relato corto de 1887 Gil Braltar, Julio Verne usa el término anthropopithèque («antropopiteco») para describir el aspecto simiesco de uno de los personajes del relato, el general McKackmale:

Il dormait bien, le général Mac Kackmale, sur ses deux oreilles, plus longues que ne le comporte l’ordonnance. Avec ses bras démesurés, ses yeux ronds, enfoncés sous de rudes sourcils, sa face encadrée d’une barbe rêche, sa physionomie grimaçante, ses gestes d’anthropopithèque, le prognathisme extraordinaire de sa mâchoire, il était d’une laideur remarquable, – même chez un général anglais. Un vrai singe, excellent militaire, d’ailleurs, malgré sa tournure simiesque.

«Dormía bien, el general MacKackmale, tranquilamente, más de lo que permitían las ordenanzas militares. Con sus brazos desmesurados, sus redondos ojos hundidos bajo unas rudas cejas, su rostro enmarcado por una recia barba, su semblante grotesco, sus gestos de antropopiteco, el extraordinario prognatismo de su mandíbula, era de una fealdad notable, incluso para un general inglés. Un verdadero mono, aunque por cierto excelente militar, a pesar de su aspecto simiesco.»

- En la novela de ciencia ficción La Cité des Ténèbres («La ciudad de las tinieblas»), escrita por el francés Léon Groc en 1926, se hace mención de los «antropopitecos» (anthropopithèques), una raza de hombres mono que ha alcanzado un grado de civilización muy rudimentario.
- El historietista belga Hergé ha hecho del término anthropopithèque («antropopiteco») una de las numerosas palabrotas a las que recurre el irascible capitán Haddock en la serie de álbumes Las aventuras de Tintín.[6]
- En 2001, la cantante francesa Brigitte Fontaine escribió y cantó la canción Pipeau,[nota 3] en la que repite una estrofa que menciona a los anthropopithèques (los «antropopitecos»).
- El historietista Francisco Ibáñez utiliza el término en tono despectivo (y cómico) en repetidas ocasiones. Por ejemplo, en la historieta de Mortadelo y Filemón «La cámara busca fresquito», el señor Super dice: «Voy a ver lo que está haciendo el otro antropopiteco calvo», refiriéndose a Mortadelo.